# Acrocercops stereomita
Acrocercops stereomita är en fjärilsart som beskrevs av Turner 1913. Acrocercops stereomita ingår i släktet Acrocercops och familjen styltmalar. Inga underarter finns listade i Catalogue of Life.